# Нети
Антоанета Добрева, по-известна с артистичния си псевдоним Нети, е българска поп певица и актриса.

## Ранни години
Родена е на 14 септември 1975 г. в София. Нейните родители са доцентът по физика Светла Добрева и докторът по вътрешни болести Георги Добрев.
През 2019 г. тя разбира, че е била осиновена от тях. В действителност баща ѝ е актьорът Петьо Кръстев, а майка ѝ е Джилда Първанова, която дълги години не могла да се свърже с Нети, тъй като е била погрешно информирана, че осиновителят на детето ѝ е братът на Светла Добрева, а не самата тя.
Като малка учи пиано и участва в Детския радиохор, с диригент Академик Христо Недялков. Занимава се с театър от 1989 г. Първата ѝ роля е в пиесата „Страхотни момичета“, поставена в Народен театър „Иван Вазов“.

## Кариера
През 1994 – 1996 г. работи като модел.
През 2000 г. завършва актьорско майсторство за драматичен театър в НАТФИЗ в класа на професор Стефан Данаилов, доцент Илия Добрев и Ивайло Христов с пълно отличие. От същата година постъпва в трупата на Театър „Българска армия“.
Играе в постановките „Таралеж“, „Yesterday“, „Едмънд“, „Колко е важно да бъдеш сериозен“, „Шофьор за дами“, „Абсолвента“, „Ах, този джаз“, „Хоровод“, „Без контрол“, „Колекцията“, „Железният светилник“, „Декамерон“, „Ромео и Жулиета“, „Бандитска опера“, „Кастинг“, „Комедия от грешки“, „Красиви тела“, „Боси в парка“, „Бройкаджията“, „Опасни игри“, „Страхотни момчета“, „Стъпка напред“ и „Оливър“.
На 20 декември 2013 г. в зала „България“ в София под диригентството на Маестро Емил Табаков и с оркестъра на БНР участва в концертно изпълнение на мюзикъла „Вълкът и седемте козлета“ на Александър Владигеров.
Понякога, макар и рядко, Нети участва в нахсинхронните дублажи на анимационни филми. Озвучава Селена Гомес в ролята на принцеса Селения в „Артур и отмъщението на Малтазар“ и „Артур и войната на двата свята“, Ели Кемпър в ролята на Смърфцвете в „Смърфовете: Забравеното селце“, както и Джина Родригез в ролята на Колка в „Малката стъпка“.
На 8 март 2018 г. дебютира в операта „Бохеми“ от Джакомо Пучини, в ролята на Мюзета, в Старозагорската опера. На 26 октомври 2018 г. е премиерата на операта „Хубавата Елена“ от Офенбах, Държавна опера Стара Загора. На 4 юни Нети прави и третата си оперна роля на Серпина, в камерната опера „Слугинята господарка“ от Перголези, в Държавна опера Стара Загора През 2019 г. защитава магистратура в Национална музикална академия Осъществила е в турнета в Украйна, Австрия, Германия, Франция, Великобритания, Израел, САЩ и Канада.
През 2020 г. е участвала във втория сезон на „Маскираният певец“ като гост-участник под маската на Розата.

## Личен живот
През 2001 г. сключва брак с Дони, с когото има дъщеря, родена на 28 март 2011 г.

## Награди
Нети е награждавана във всички сфери, в които работи. Има призове и като актриса, и като певица, и като модел, а в първия сезон на българския
„Dancing stars“ печели трето място.
- Награда „Максим“ за главна женска роля („Стреляйте по артиста")
- Награда „Икар“ за театрален дебют („Колко е важно да бъдеш сериозен“);
- Награда „Максим“ за поддържаща роля („Колекцията“);
- Награда от „БГ радио“ през 2002 г. („Тази вечер аз съм хубава“, заедно с Дони);
- Първо място в конкурса „Best model“ през 1995 г.

## Филмография
- „Четиримата от вход „Б“, без да се брои кучето“
- „Чужди стъпки“
- „Емигранти“ (2002) - Мариела
- „Приятелите ме наричат Чичо“ (тв, 2006) – Ева
- „Суфле д'аморе“ (тв, 2006) Албена
- „Хиндемит“

## Известни песни
- „Луната спи“;
- „Стой далече от мен“;
- „Тази вечер аз съм хубава“ (с Дони);
- „Страхотен ден“ (с Дони);
- „Този филм“ (с Дони);
- „Помощ, обичам те“ (с Дони);
- „Има време“ (с Дони);
- „Спящата красавица“.
- "Легенда за любовта".